# Ginásio do Abaeté
O Ginásio do Abaeté é um ginásio poliesportivo localizado no bairro da Bonfim, no município de Taubaté, no estado de São Paulo, Brasil, com capacidade para 3.000 espectadores. É palco das partidas de voleibol do Funvic/Taubaté em competições estaduais e nacionais. 
Foi palco das partidas do Campeonato Sul-Americano de Clubes de 2016.